# MYK-TV
| Senderlogo               | Senderlogo           |
| ------------------------ | -------------------- |
|                          |                      |
| Allgemeine Informationen |                      |
| Empfang:                 | Kabel, Internet      |
| Länder:                  | Rheinland-Pfalz      |
| Eigentümer:              | Mobil TV e. V.       |
| Geschäftsführer:         | Fritz H. Schwanewede |
| Sendebeginn:             | 1988                 |
| Einstellung:             | 2006                 |
| Programmtyp:             | Regionalfernsehen    |
| Homepage:                | www.myktv.de         |
| Liste der Fernsehsender  |                      |

MYK-TV war einer der ersten privaten Regionalsender in Deutschland und der erste in Rheinland-Pfalz. Er sendete ab 1988 in der Region Mayen und Eifel.
Bei MYK-TV / Regionalfernsehen Mittelrhein haben unter anderem Sven Voss (ZDF Sportstudio), Frank Roos (www.frischebrise.de), Dominique Lars Ziesemer (NDR-Moderator und -Regisseur) und Kai Kramosta (Komiker und Autor) ihre Karriere begonnen.

## Der Sender
Der Sender gehörte zum Leben der Menschen in Mayen und Umgebung. Feste, Events, Nachrichten, der Polizeibericht oder Sport wurden bei MYK-TV gezeigt. Moderiert wurde das Programm über viele Jahre von Stefan Pauly, Joachim Ebertz, Anne Weber, Siggi Klein, Kay-Sölve Richter, Theo Schäfges, Anne Diensberg und Christiane Valerius. Ebenso startete Mark Kohlbecher (heute RTL) seine Karriere bei MYK-TV in Polch, Kai Kramosta hatte dort seine ersten Comedy-Gehversuche mit einer Late Night Show.

## Sendegebiet
In folgenden Städten im nördlichen Rheinland-Pfalz wurde MYK-TV über Einspeisung im Kabelnetz verbreitet:
Mayen, Mendig, Polch, Münstermaifeld, Ochtendung sowie in vielen weiteren Orten im Landkreis Mayen-Koblenz.
Seit September 2008 überträgt MYK-TV sein Programm über YouTube und über die eigene Homepage als Video-on-Demand.

## Geschichte
Im November 2000 schlossen sich dann die drei regionalen Fernsehsender im nördlichen Rheinland-Pfalz, also Kanal 10, wwtv sowie MYK-TV zum neuen Sender TVT1 zusammen. Sie erreichten damit zusammen 800.000 Zuschauer. Der Zusammenschluss brachte aber nicht den erwarteten Nutzen und der neue Sender kam in finanzielle Schwierigkeiten, unter anderem wegen der fehlenden Akzeptanz des neuen Senders durch die Zuschauer. MYK-TV verabschiedete sich 2001 nach nur einem Jahr aus dem Verbund. 2003 fiel der Entschluss wieder getrennte Wege zu gehen und in der jeweiligen Region alleine zu senden. Für Kanal 10 kam 2005 der endgültige wirtschaftliche Zusammenbruch, verbunden mit dem Entzug der Sendelizenz durch die zuständige Behörde LMK in Ludwigshafen.
Der Programmplatz von MYK-TV aus Mayen im Kabelnetz der Kabel Deutschland wurde nach dessen Einstellung am 31. Dezember 2006 von TV Mittelrhein übernommen.
Seit 2011 ist MYK-TV wieder im Internet erreichbar. In Kooperation mit dem Internetportal EIFEL.TV werden wieder regelmäßig Berichte aus der Region gezeigt.